# Wachtküppel
Der Wachtküppel – auch Lausbub oder Spitzbub der Rhön genannt – ist ein 705,5 m ü. NHN hoher Berg in der Rhön in Hessen (Deutschland). Unterhalb des Bergs befindet sich die auch als Kapelle am Wachtküppel bezeichnete Wendelinuskapelle. Unweit des Bergs gibt es einen aufgelassenen Sandsteinbruch, der mehrere Jahre als Grillplatz genutzt wurde.

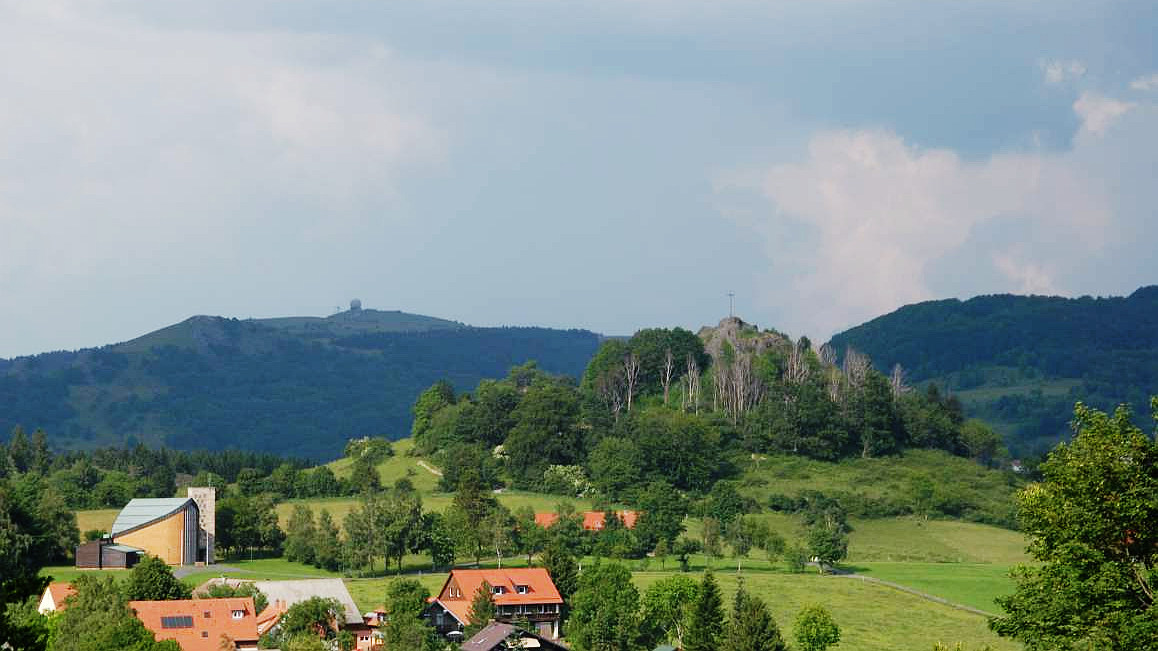
Wachtküppel mit der Wendelinuskapelle von Süden, links dahinter die Wasserkuppe

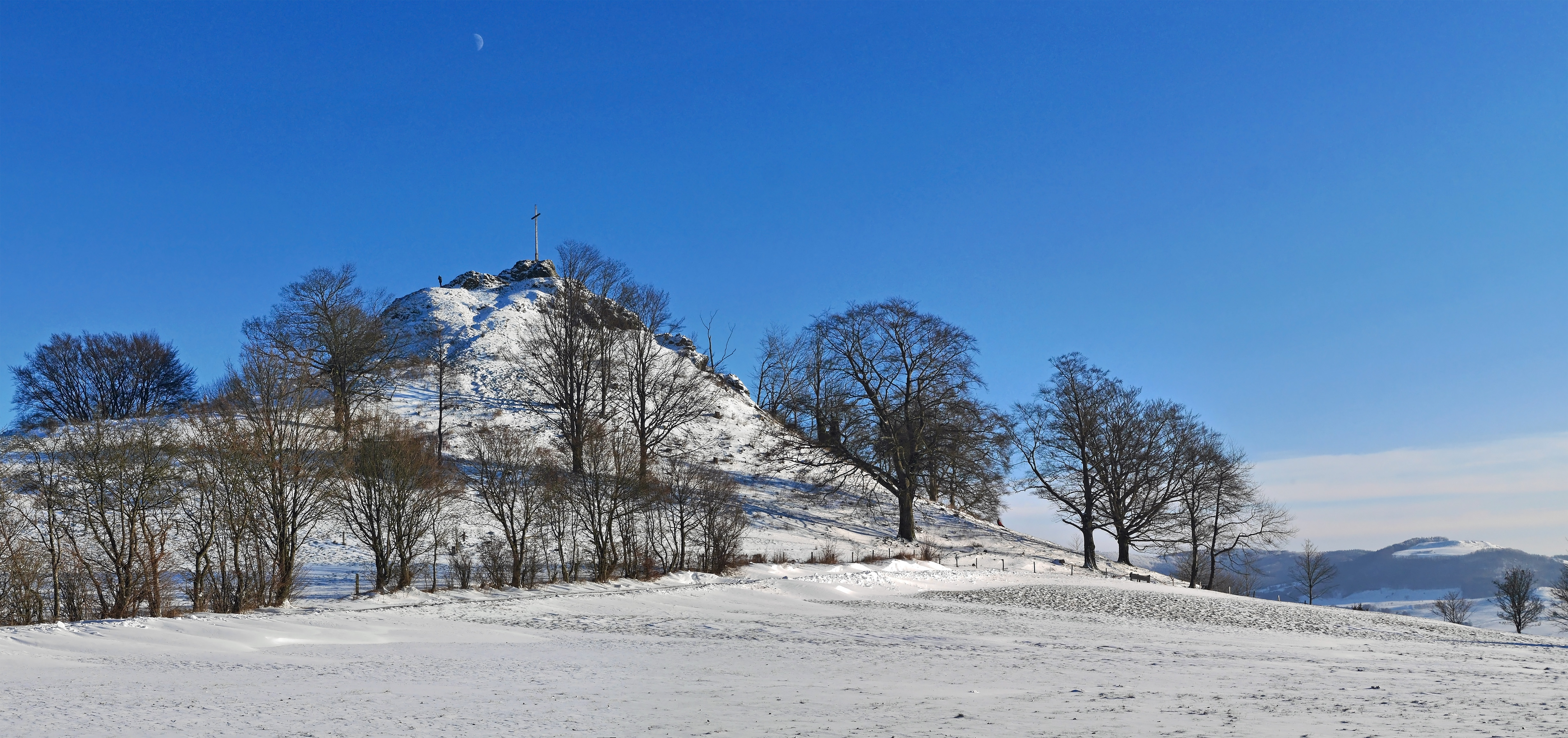
Wachtküppel im Winter

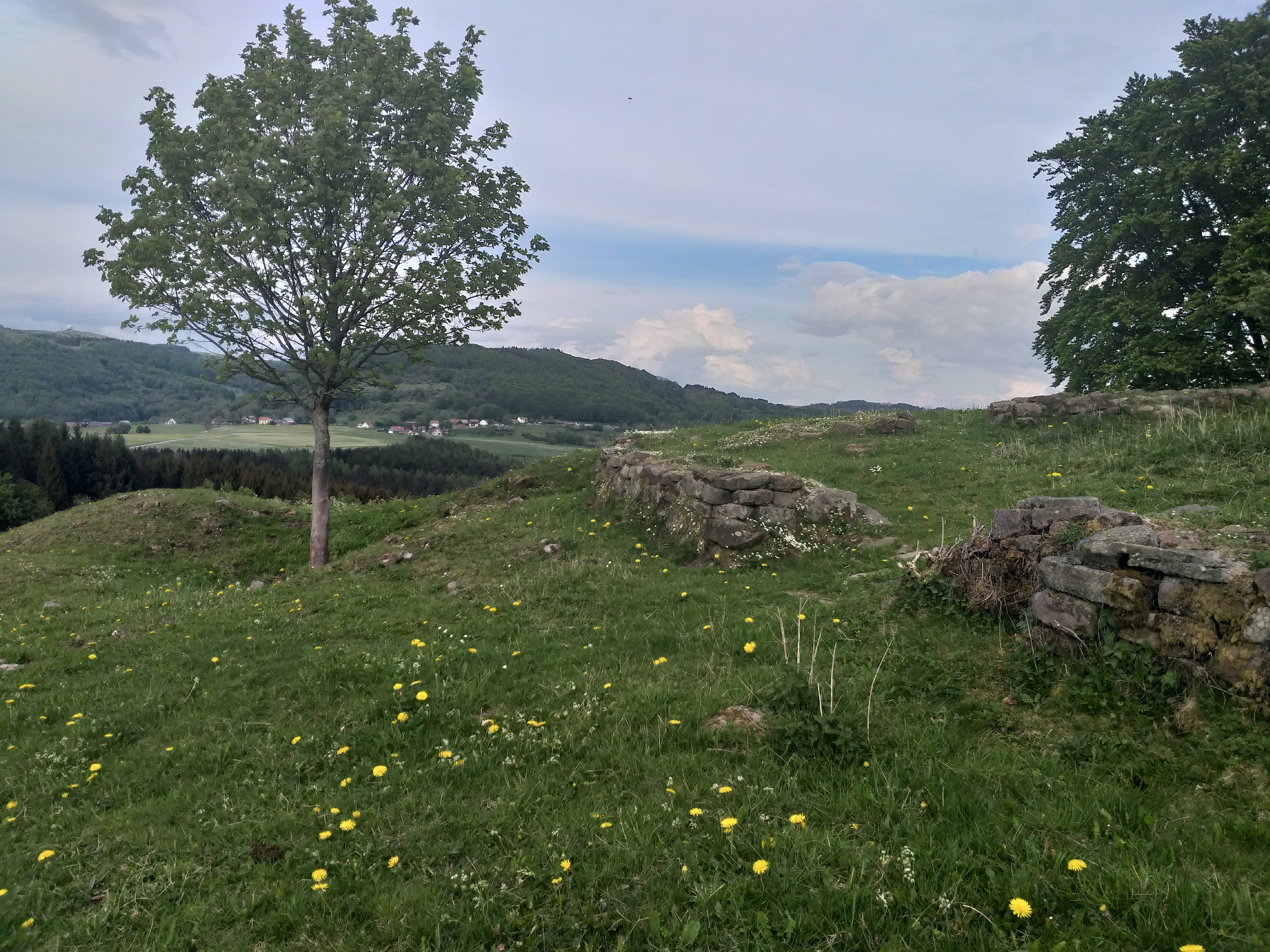
Reste der mittelalterlichen Befestigung (Ende 12. Jahrhundert)

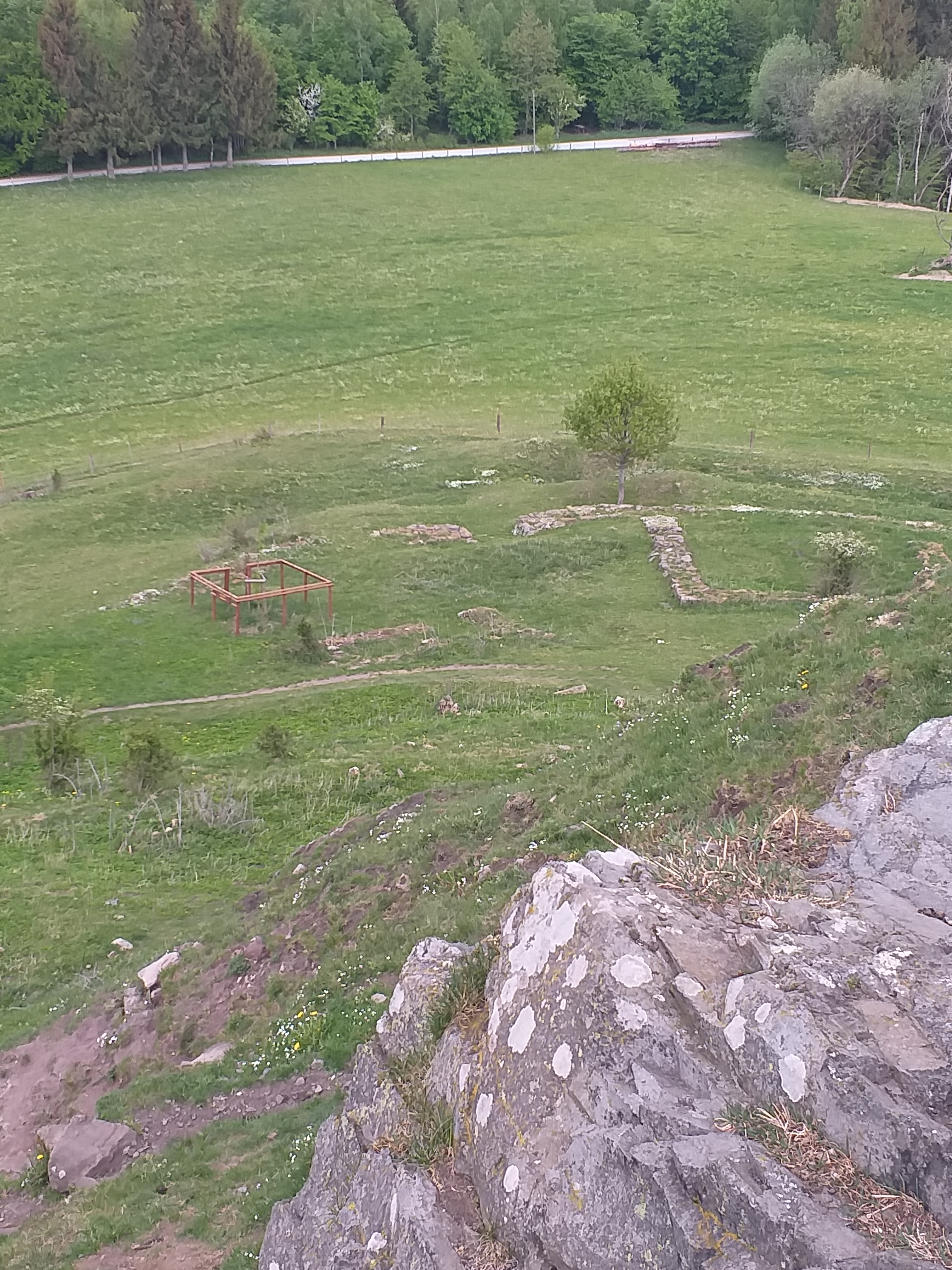
Ansicht vom Gipfel Richtung Norden mit den mittelalterlichen Ruinen

## Geographische Lage
Der Wachtküppel erhebt sich innerhalb des Landkreises Fulda am Rande des Fuldatals im Naturpark Hessische Rhön bzw. im Biosphärenreservat Rhön. In der Kuppenrhön liegt er im Ortsteil Maiersbach der Stadt Gersfeld. Die Gemeinde Poppenhausen liegt 2,5 km nordwestlich und Gersfeld 3 km südöstlich.
Die Gemarkungsgrenze zu Poppenhausen verläuft an dem nordöstlich des Gipfels befindlichen Feldweg, so dass sich der Steinbruch am Wachtküppel sowie der Parkplatz unweit der Wendelinuskapelle auf dem Gebiet des Ortsteils Gackenhof der Gemeinde Poppenhausen befinden.

## Bergbeschreibung
Die Bergkuppe ist der Rest eines Vulkanschlotes. Der felsige Gipfel überragt den umgebenden Hügel dabei nur um wenige Meter. Er ist auf einem Fußpfad zu besteigen und bietet durch seine exponierte Lage eine hervorragende Aussicht zu allen Seiten.
Das Gestein des Wachtküppel erzeugt eine magnetische Anomalie: Es enthält so viel Magnetit, dass magnetische Kompasse an und auf dem Berg keine zuverlässige Nordanzeige liefern.
Am Fuß des Wachtküppels befindet sich ein geologischer Lehrpfad, der auf dem nahegelegenen Parkplatz beginnt.

## Geschichte
Der Wachtküppel war einst ein vorgeschobener und befestigter Wachtposten, der mit der Burg Ebersburg auf dem Ebersberg in Verbindung stand. Er wurde um 1200 errichtet. Durch Signalfeuer wurde vor nahenden Gefahren gewarnt. Die Anlage bestand aus einem Wachturm, einem Lagerhaus sowie einer Umfassungsmauer aus Bruchsteinwerk und einer Wallanlage aus Erde. Bei der Zerstörung der Ebersburg im Jahre 1270 durch fuldische Truppen unter Fürstabt Bertho II. von Leibolz wurde auch die Befestigung auf dem Wachtküppel niedergebrannt und geschleift. Nach dem Wiederaufbau der Ebersburg am Ende des 14. Jahrhunderts wurde auch der Wachposten für einige Zeit erneut genutzt.
In alten Archivalien erscheint der markante Hügel auch als „Spiel- oder Pfaffenberg“. 
Bis zum Jahre 1870 stand auf dem Gipfel bereits ein Kreuz, später eine Fahnenstange, an der man zu besonderen Anlässen in der Kaiserzeit die schwarz-weiß-rote Flagge hisste. Ein neues Kreuz zum Gedächtnis der Toten beider Weltkriege ließ „Bergkaplan“ Hermann Mott 1951 errichten. Es trug die Aufschrift:
Den Gefallenen

Ihr Lieben ruht in fremdem Land.

Hier steht für euch und uns das Band.

Das uns verbindet, nah und fern.

Das Zeichen Christi, uns’res Herrn.

Verklärt mit ihm wir auferstehn.

Vereint mit Ihm die ew’ge Heimat sehn.

3. Mai 1951
Diese Inschrift findet sich auch auf dem Kreuz wieder, das am 25. April 1989 neu errichtet wurde, nachdem das vorherige durch einen Blitzschlag zerstört worden war.

## Steinbruch und Grillplatz
Ungefähr 250 m nordöstlich es Gipfels befindet sich ein aufgelassener Steinbruch (50° 28′ 16,9″ N, 9° 53′ 19,9″ O).  Der Steinbruch liegt versteckt im Wald unterhalb des Niveaus des nahe vorbeiführenden Feldwegs. Aus dem aus mehreren Teilbereichen bestehenden Steinbruchgelände wurden Werksteine aus der Solling-Formation des oberen Mittlerer Buntsandsteins gebrochen, die in der gesamten Rhön zur Gewinnung von Natursteinen genutzt wurde. Aus der Lage des Steinbruchs lässt sich darauf schließen, dass er für die Stadt Fulda von Bedeutung war.
Das Gelände befindet sich im Besitz des Landes Hessen und wird vom Forstamt Hofbieber verwaltet.
Im Steinbruch wurde nur Material aus der dort ungefähr vier Meter mächtigen Solling-Formation gebrochen. Die Sohle befindet sich im Bereich des Karneol-Dolomit-Horizonts der Formation. Auffällig sind die geraden Wände des Steinbruchs mit fast in rechtem Winkel zueinander stehenden Wänden. Sie sind nicht das bewusste Ergebnis menschlicher Arbeit, sondern resultieren aus der natürlichen senkrechten Klüften. Diese natürliche Formation machte die Gewinnung von Werksteinen relativ einfach. Die natürliche Farbe war ein für den mittleren Buntsandstein klassisches hellrot mit einem Stich ins Violette, welches teilweise ins Weißliche überging. Abgebaut wurde aus mehreren, bis zu zwei Meter mächtigen Sandsteinbänken, zwischen denen sich keine größeren Zwischenschichten befanden.
Der Steinbruch wurde ab den 1970er Jahren von der Verwaltung des Naturpark Hessische Rhön als Grill- und Festplatz ausgebaut und als solcher in den Folgejahren intensiv genutzt. Nachdem es wiederholt zu Zerstörungen von Sicherheitseinrichtungen und auch zu Störungen der Umgebung gekommen war, wurden die Einrichtungen, welche unter anderem aus einer Grillhütte und einer größeren Schutzhütte bestanden, 2007 abgerissen und die weitere Nutzung zu diesen Zwecken wurde verboten. Mittlerweile ist der Platz im Zuge der Sukzession mit Büschen und jungen Bäumen bewachsen.

## Wendelinuskapelle
Die erste Kapelle auf dem Wachtküppel war die sogenannte Hauskapelle, in der im August 1944 der Priester Hermann Mott die erste Heilige Messe feierte. Papst Pius XII. hatte die Erlaubnis zur Errichtung der Kapelle erteilt. Bereits ein Jahr später war diese zu klein. Daraufhin baute man eine Reichsarbeitsdienstbaracke in Abtsroda ab und am Wachtküppel als Barackenkapelle wieder auf. Diese wurde am 20. Oktober 1946 durch den Fuldaer Generalvikar eingeweiht und dem Heiligen Wendelinus gewidmet. Seit dem 20. Oktober 1947 wird hier eine Reliquie des Heiligen Wendelinus aufbewahrt, die man aus dem saarländischen St. Wendel beschafft hatte. Anfang der 1960er Jahre wurde diese Barackenkapelle wieder zu klein. Daraufhin wurde die heutige Wendelinuskapelle ab 1962 nach Plänen des Fuldaer Architekten Rudolf Schick erbaut und 1964 eingeweiht. Zur Kapelle gehört ein Glockenturm mit drei Glocken.
1971 wurde an der Kapelle ein Gedenkstein für den Kaplan Hermann Mott (1906–1968) aufgestellt, den der Bildhauer Johannes Kirsch angefertigt hat.
Siehe auch 